# Task Force ALBA

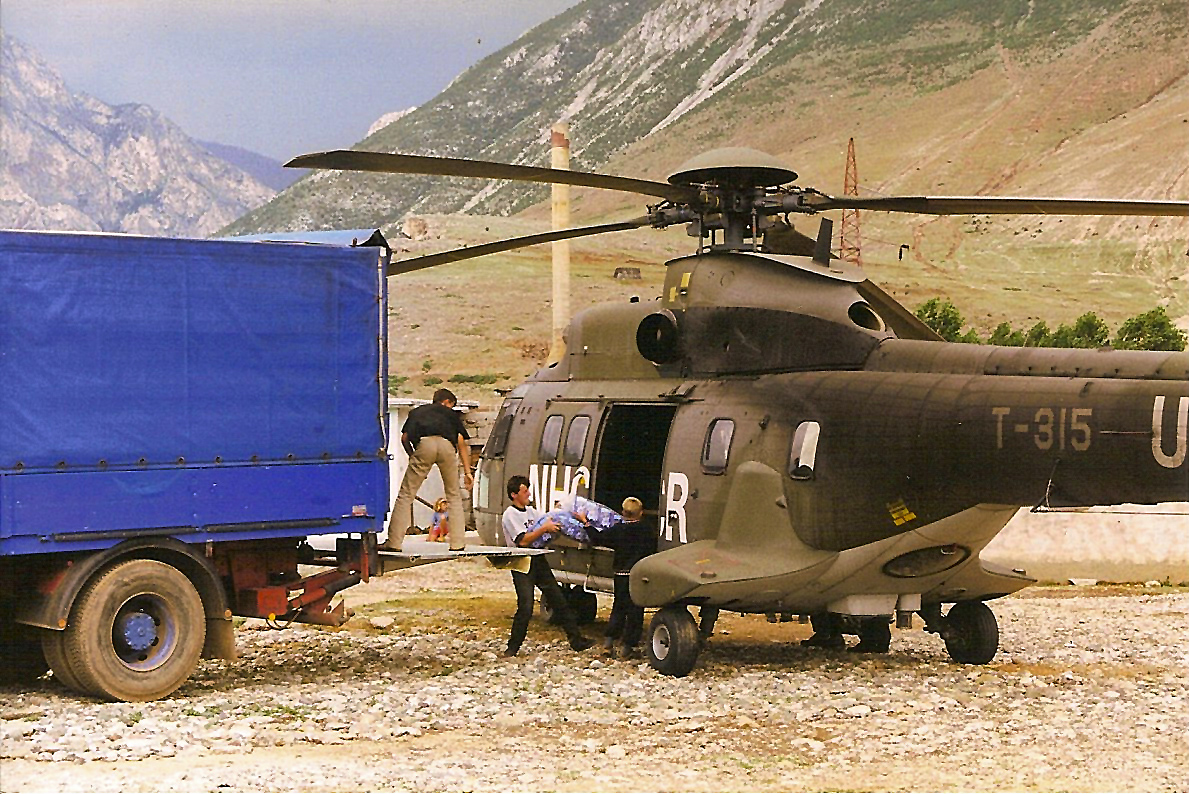
Super Puma T-315 wird in Kukës entladen

Task Force ALBA war eine humanitäre Operation der Schweizer Luftwaffe in Albanien im Rahmen eines UNHCR-Einsatzes während des Jahres 1999. Sie war der erste längere humanitäre Einsatz der Luftwaffe im Ausland und der erste von Schweizer Armeehelikoptern im Randbereich eines Kriegsgebiets.

## Ausgangssituation
| Kukës |

| Flughafen Tirana |

| Tirana |

| Griechenland |

| Kosovo |

| Nord- mazedonien |

| Bundesrepublik Jugoslawien |

| Italien |

| Adria |

Bereits 1998 stieg aufgrund des im Kosovo schwelenden Konflikts die Zahl der in der Schweiz Asyl beantragenden Flüchtlinge aus dem Gebiet so stark an, dass die zivilen Hilfskapazitäten in der Schweiz an ihre Grenzen stiessen. Der Bundesrat beschloss daraufhin schon Ende 1998, für die Betreuung die Armee einzusetzen und sich auch direkt im Krisengebiet zu engagieren, um ein weiteres Anschwellen zu verhindern.
Im März 1999 erbaten die Regierungen Albaniens und Mazedoniens ein internationales humanitäres Eingreifen, nachdem grosse Flüchtlingsströme kosovo-albanischer Zivilbevölkerung in diese Länder gekommen waren und die NATO-Luftangriffe auf Jugoslawien begonnen hatten. Der Bundesrat ordnete am 1. April 1999, kurz vor Ostern, militärische Hilfe zur Unterstützung des primär helfenden Schweizerischen Korps für humanitäre Hilfe (SKH) und des UNHCR an.

## Ablauf der Operation

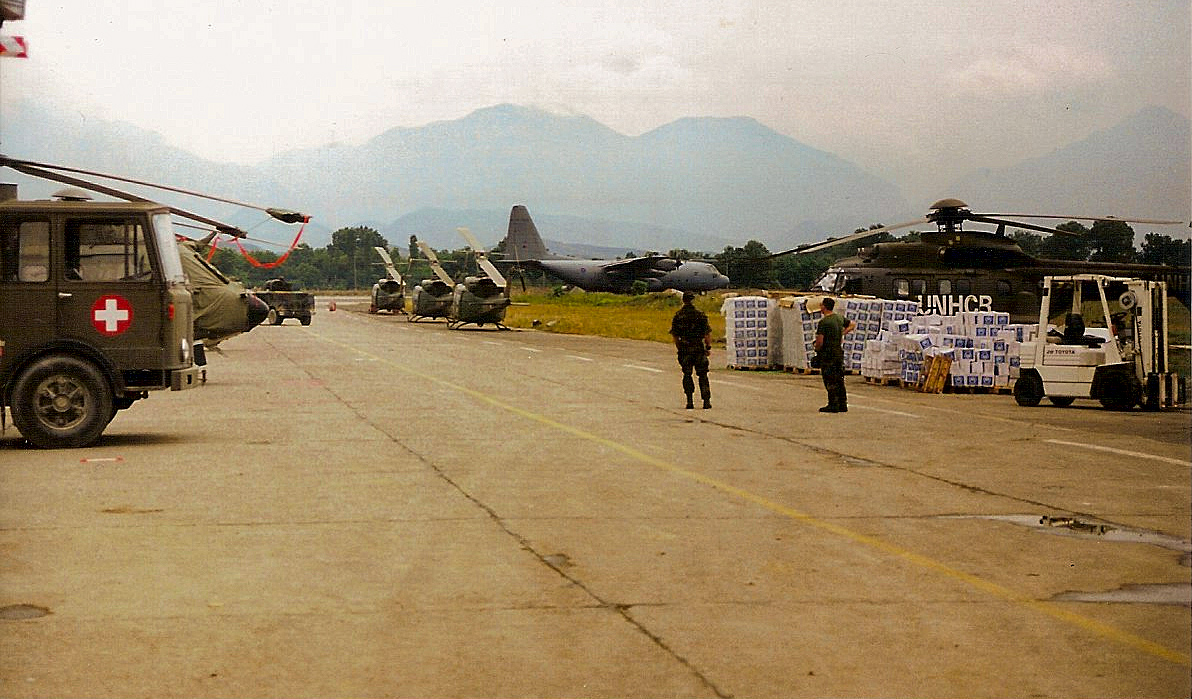
«Swiss Camp» und Super Puma auf dem Flughafen Tirana

Durchgeführt wurden die Einsätze im Rahmen dieser Task Force von Piloten des Überwachungsgeschwaders (UeG) der Luftwaffe mit drei Transporthelikoptern vom Typ AS 532 Cougar („Super Puma“; Seriennummern T-315, T-322 und T-312). Die Leitung hatte der spätere Schweizer Luftwaffenkommandant Walter Knutti. 
Zunächst wurden am Karfreitag in der Helikopterbasis der Schweizer Luftwaffe auf dem Militärflugplatz Alpnach verschiedene Einsatzpläne erarbeitet. Am Ostersonntag flog zunächst ein Vorerkundungsteam nach Albanien. Am Ostermontag wurden die Helikopter bereitgemacht und mit der notwendigen Ausrüstung beladen. Am Dienstag nach Ostern (6. April) flog der erste Helikopter über Florenz und Brindisi nach Tirana. Die nächsten beiden Super Puma mussten über Süditalien und Griechenland fliegen, da die NATO zwischenzeitlich über der Adria eine Flugverbotszone eingerichtet hatten. Das Camp wurde auf dem Flughafen Rinas (Tirana) errichtet, den damals die amerikanische Armee übernommen hatte.
Zusätzliches Personal des Bundesamtes für Betriebe der Luftwaffe (BABLW) und des Festungswachtkorps (FWK) wurde mit Falcon- und Learjets eingeflogen. Das Material traf per Lastwagen am Freitagabend in Albanien ein. Ab dem nächsten Tag wurde der tägliche Nachschub und Personalaustausch von einem gemieteten Transportflugzeug der spanischen Luftwaffe (Typ CASA CN-235) übernommen. Der Aufbau der Infrastruktur des Camps am Flughafen stiess zu Beginn auf diverse Probleme wie sumpfiges Gelände und nicht vorhandene Sanitäreinrichtungen, die mit der Zeit überwunden wurden. Am 9. April bestand volle Einsatzbereitschaft.

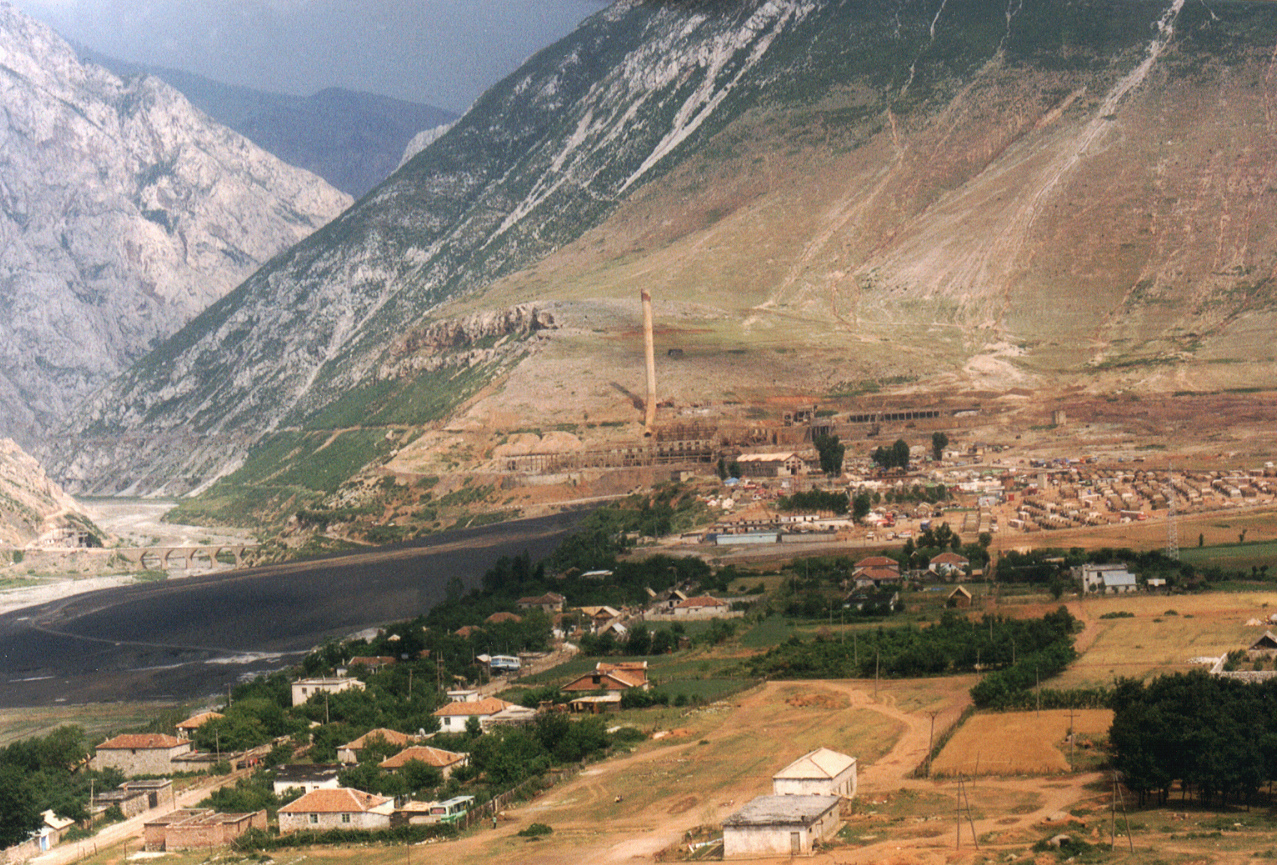
Flüchtlingscamp in Kukës aus einem Super Puma aufgenommen

Primärer Zweck der Operation war die Versorgung der Flüchtlingslager rund um die nordalbanische Kleinstadt Kukës nahe der Grenze zum Kosovo. Die Region im gebirgigen Nordosten Albaniens war abgeschieden und auf der Strasse nur sehr schwer zu erreichen. Vor Ort waren etwa 50 freiwillige Armeeangehörige beteiligt, insgesamt fast 150 Personen. In 725 Einsätzen und fast 800 Flugstunden (rund 25 % des üblichen Jahresbudgets) wurden 878 Tonnen Material (vor allem Lebensmittel) und 5200 Passagiere befördert sowie 350 medizinische Evakuationen von Schwerverletzten durchgeführt.

## Fazit
Die Schweizer Luftwaffe musste sich bei der Task Force ALBA mit neuartigen Schwierigkeiten auseinandersetzen, die neuen Erfahrungsgewinn brachten. Problematisch war prinzipiell der Einsatz des neutralen Landes im Umfeld von NATO-Einsätzen, also die Gefahr eines möglichen Hineinziehens in Konflikte und des einseitigen Stellungnehmens (Interoperabilität). Weitere Problemfelder waren juristische Fragen (Rechtsstatus, Mitführung von Bewaffnung), das Fehlen von Konzepten (z. B. für Einsatz, Logistik, Betreuung), die nicht ausreichenden Transportkapazitäten über grosse Distanzen, ungenügende personelle Ressourcen in der Berufsorganisation der Luftwaffe, der politische Widerstand gegen den möglichen Einsatz auch von Milizpersonal und das Krisenmanagement bei rasch wechselnden Rahmenbedingungen.
Die Erfahrungen aus der Task Force ALBA wurden für den nachfolgenden Swisscoy-Einsatz im Rahmen der multinationalen KFOR-Operation im Kosovo ausgewertet.